# Глушкова, Елена Васильевна
Еле́на Васи́льевна Глушко́ва (урожд. Якубовская, печаталась также под псевдонимами  Александра Васильковская и Тимоша; 28 июля 1894, Летичев, Подольская губерния — 22 июня 1972, округ Санта-Клара, Калифорния, США) — русская поэтесса «первой волны» эмиграции, участница литературного объединения «Скит».

## Биография
Родилась в семье инженера, вскоре после её рождения семья перебралась в Каменец-Подольский. Рано потеряла мать и росла «в окружении семи братьев» (все были старше неё). Училась в местных женских гимназиях, а в 1911—1914 году — на Высших женских историко-литературных курсах Н. П. Раева в Петербурге. Во время Первой мировой войны работала конторщицей и машинисткой в различных учреждениях Киева и Ростова-на-Дону.
В 1920 году эмигрировала из страны, первоначально жила в Сербии. В ноябре 1921 года вступила в брак с Георгием Гавриловичем Глушковым (род. в 1894 г.). Глушков был уроженцем Киева, учился в столичном Политехническом институте, участвовал в Первой мировой войне и Гражданской войне.
Стремясь продолжить образование, в 1922 году супруги перебрались в Прагу, где Елена поступила на Русский юридический факультет (окончила в 1927 году). Быт русской колонии, в которой жили Глушковы, был описан Еленой в юмористической поэме «Горни Черношици и их обитатели». В Праге Глушкова сблизилась с участниками литературного объединения «Скит» (особенно часто появлялась на собраниях в 1926—1927 годах), печатала стихи в журнале «Воля России» (под девичьей фамилией Якубовская).
В 1930 году на время переехала в Бендеры к родителям мужа, где родила сына. С 1932 года снова жила в Белграде, вскоре после возвращения туда рассталась с мужем. По-прежнему писала стихи и рассказы, участвовала в литературной жизни местной русскоязычной диаспоры, при этом не порывая связей со «Скитом» (в письме 1944 года, адресованном главе объединения А. Л. Бему, Глушкова называла себя «старой скитницей» и «монашенкой в миру»). В годы Второй мировой войны скиталась по оккупированным землям, в частности, около года вновь жила в Праге. После окончания войны около четырёх лет находилась в австрийских лагерях для перемещённых лиц.
В 1949 году благодаря жившей в США родственнице переехала с сыном в Сан-Франциско. Активно публиковала стихи, рассказы и публицистические произведения в журналах русской эмиграции (среди которых «Новый журнал», «Грани», «Наш путь», «Родные дали»), а также в коллективном сборнике «У Золотых Ворот», была одним из организатором литературной группы «Ладья». В 1957 году под псевдонимом Александра Васильковская выпустила сборник стихов «Узелок», который составили произведения 1918—1956 годов. Второй сборник «Запущенный сад» был составлен, но официально не издан.
Скончалась в 1972 году в Пало-Альто.